# Kevin Pollak
Kevin Elliot Pollak (San Francisco, 30 ottobre 1957) è un attore, comico, imitatore e conduttore televisivo statunitense.

## Biografia
Pollak spesso ha interpretato il migliore amico o il confidente dei personaggi protagonisti, come ha fatto in Verdetto finale, Giorni contati, Codice d'onore e Prima o poi mi sposo. Ma ha sperimentato diversi altri ruoli: un gangster in FBI: Protezione testimoni, un criminale in I soliti sospetti ed il procuratore distrettuale di Los Angeles Leo Cutler, nella seconda stagione di Shark - Giustizia a tutti i costi. Ha partecipato anche alla prima stagione del gioco televisivo Celebrity Poker Showdown. Come comico, il suo lavoro più famoso è lo speciale, trasmesso da HBO, Stop With the Kicking: Kevin Pollak in Concert, diretto dal comico David Steinberg e prodotto dallo sceneggiatore Martin Olson.
Pollak è noto anche per una delle migliori imitazioni di Christopher Walken, tenuta durante il Bob and Tom Show. In un'apparizione al Late Night with Conan O'Brien, Pollak ha raccontato di quando venne invitato per parlare con Walken della sua stella sulla Hollywood Walk of Fame, nonostante il fatto non fosse mai avvenuto.
Pollak è anche noto per la sua imitazione di William Shatner; in particolare, le imitazioni di Shatner implicano le performance di questo in note serie televisive come Star Trek. Nel numero del 1994 di TV Guide, Pollak riuscì addirittura a descrivere come imitare il capitano James T. Kirk di Star Trek: in seguito, Shatner asserì che la propria imitazione fatta da Pollak era una delle migliori di sempre.
Nel dicembre 2006, ha interpretato Karl Kreutzfeld nella miniserie televisiva di Sci Fi Channel The Lost Room.
Conduce attualmente la versione americana del noto quiz The Money Drop.
Grande appassionato di poker, vanta inoltre 2 piazzamenti al Main Event delle WSOP (nel 2012 e nel 2019) per un totale di 68,688 $.

## Filmografia parziale

### Cinema
- Papà hai trovato un tesoro (Million Dollar Mystery), regia di Richard Fleischer (1987)
- Willow, regia di Ron Howard (1988)
- Avalon, regia di Barry Levinson (1990)
- Pazzi a Beverly Hills (L.A. Story), regia di Mick Jackson (1991)
- Non dirmelo... non ci credo (Another You), regia di Maurice Phillips (1991)
- Verdetto finale (Ricochet), regia di Russell Mulcahy (1991)
- Codice d'onore (A Few Good Men), regia di Rob Reiner (1992)
- Ritorno a Tamakwa (Indian Summer), regia di Mike Binder (1993)
- Fusi di testa 2 - Waynestock (Wayne's World 2), regia di Stephen Surijk (1993)
- Due irresistibili brontoloni (Grumpy Old Men), regia di Donald Petrie (1993)
- Amnesia investigativa (Clean Slate), regia di Mick Jackson (1994)
- Extra Terrorestrial Alien Encounter, regia di Jerry Rees (1994)
- Promesse e compromessi (Miami Rhapsody), regia di David Frankel (1995)
- I soliti sospetti (The Usual Suspects), regia di Bryan Singer (1995)
- Casinò (Casino), regia di Martin Scorsese (1995)
- Operazione Canadian Bacon (Canadian Bacon), regia di Michael Moore (1995)
- That's Amore - Due improbabili seduttori (Grumpier Old Men), regia di Howard Deutch (1995)
- Il giorno del camaleonte (Chameleon), regia di Michael Pavone (1995)
- Arresti familiari (House Arrest), regia di Harry Winer (1996)
- Music Graffiti (That Thing You Do!), regia di Tom Hanks (1996)
- Viaggio senza ritorno (Truth or Consequences, N.M.), regia di Kiefer Sutherland (1997)
- Buffalo '66, regia di Vincent Gallo (1998)
- Outside Ozona, regia di J.S. Cardone (1998)
- Kiss Me (She's All That), regia di Robert Iscove (1999)
- Una moglie ideale (The Sex Monster), regia di Mike Binder (1999)
- Deterrence - Minaccia nucleare (Deterrence), regia di Rod Lurie (1999)
- Giorni contati - End of Days (End of Days), regia di Peter Hyams (1999)
- FBI: Protezione testimoni (The Whole Nine Yards), regia di Jonathan Lynn (2000)
- Prima o poi mi sposo (The Wedding Planner), regia di Adam Shankman (2001)
- La rapina (3000 Miles to Graceland), regia di Demian Lichtenstein (2001)
- Il dottor Dolittle 2 (Dr. Dolittle 2), regia di Steve Carr (2001)
- L'ultima estate - Ricordi di un'amicizia (Stolen Summer), regia di Pete Jones (2002)
- Che fine ha fatto Santa Clause? (The Santa Clause 2), regia di Michael Lembeck (2002)
- Juwanna Mann, regia di Jesse Vaughan (2002)
- Blizzard - La renna di Babbo Natale (Blizzard), regia di LeVar Burton (2003)
- FBI: Protezione testimoni 2 (The Whole Ten Yards), regia di Howard Deutch (2004)
- Hostage, regia di Florent Emilio Siri (2005)
- Santa Clause è nei guai (The Santa Clause 3: The Escape Clause), regia di Michael Lembeck (2006)
- Se mi guardi mi sciolgo (Picture This!), regia di Stephen Herek (2008)
- Poliziotti fuori - Due sbirri a piede libero (Cop Out), regia di Kevin Smith (2010)
- Red State, regia di Kevin Smith (2011)
- Un anno da leoni (The Big Year), regia di David Frankel (2011)
- The Magic of Belle Isle, regia di Rob Reiner (2012)
- Max Rose, regia di Daniel Noah (2013)
- Grace Unplugged, regia di Brad J. Silverman (2013)
- Fuga nella giungla (Camino), regia di Josh C. Waller (2015)
- Special Correspondents, regia di Ricky Gervais (2016)
- Trafficanti (War Dogs), regia di Todd Phillips (2016)
- Lo stato della mente (Three Christs), regia di Jon Avnet (2017)
- The Front Runner - Il vizio del potere (The Front Runner), regia di Jason Reitman (2018)
- Goalie, regia di Adriana Maggs (2019)
- Goodrich, regia di Hallie Meyers-Shyer (2024)

### Televisione
- Hot Flashes - serie TV, 5 episodi (1984)
- Il ritorno degli Ewoks (Ewoks: The Battle for Endor), regia di Jim e Ken Wheat - film TV (1985) - voce
- Benvenuti a "Le Dune" (Coming of Age) – serie TV, 15 episodi (1988-1989)
- L'analista del padrino (The Don's Analyst), regia di David Jablin - film TV (1997)
- The Lost Room - serie TV, 3 episodi (2006)
- Shark - Giustizia a tutti i costi (Shark) - serie TV, 8 episodi (2007-2008)
- Law & Order - Unità vittime speciali (Law & Order: Special Victims Unit) - serie TV, ep. 13x11 (2011)
- Mom - serie TV, 14 episodi (2014-2015/2020)
- La fantastica signora Maisel (The Marvelous Mrs. Maisel) – serie TV, 32 episodi (2017-2023)
- I Simpson (The Simpsons) - serie TV, 1 episodio (2018) - voce
- Billions – serie TV, 5 episodi (2019)
- American Crime Story - serie TV, episodio 3x01 (2021)
- Willow - serie TV, episodio 1x05 (2022)
- Nuovo Santa Clause cercasi (The Santa Clauses) - serie TV, episodio 2x02 (2023)

## Doppiatori italiani
Nelle versioni in italiano delle opere in cui ha recitato, Kevin Pollak è stato doppiato da:
- Marco Mete in Outside Ozona, L'ultima estate - Ricordi di un'amicizia, Tortured, Poliziotti fuori - Due sbirri a piede libero, Trafficanti, Un diavolo di angelo
- Antonio Sanna in Avalon, Promesse e compromessi, Giorni contati, FBI: Protezione testimoni, Una moglie ideale
- Massimo Rossi ne I soliti sospetti, Deterrence - Minaccia nucleare, Special Correspondents
- Sandro Acerbo in Ritorno a Tamakwa, Codice d'onore, Ruby Bridges
- Franco Mannella in Law & Order -  Unità vittime speciali, Lo stato della mente
- Giorgio Lopez in La rapina, Un anno da leoni
- Mino Caprio in The Lost Room, Juwanna Mann
- Danilo De Girolamo in Music Graffiti, Frank Mc Klusky
- Nino Prester in Amnesia investigativa (ridoppiaggio), Viaggio senza ritorno
- Gaetano Varcasia in Due irresistibili brontoloni, That's Amore - Due improbabili seduttor
- Roberto Stocchi in Shark - Giustizia a tutti i costi, Mom (ep. 8x05)
- Antonio Palumbo in Mom (st. 1-2), NCIS - Unità anticrimine
- Ambrogio Colombo in Che fine ha fatto Santa Clause?, Santa Clause è nei guai
- Massimo Giuliani in Fusi di testa 2 - Waynstock
- Edoardo Siravo in Casinò
- Michele Gammino in Non dirmelo... non ci credo
- Gianni Bersanetti in L'analista del padrino
- Fabrizio Pucci ne Il giorno del camaleonte
- Enzo Avolio in Amnesia investigativa
- Sergio Di Stefano in Work with Me
- Luca Biagini ne Il dottor Dolittle 2
- Carlo Reali in Willow (film)
- Manlio De Angelis in FBI: Protezione testimoni 2
- Francesco Pannofino in Kiss Me
- Luciano Roffi in Operazione Canadian Bacon
- Massimo Rinaldi in Arresti familiari
- Edoardo Nevola in Una mamma quasi perfetta
- Carlo Cosolo in Verdetto finale
- Stefano De Sando in Hostage
- Andrea Ward in Se mi guardi mi sciolgo
- Teo Bellia in The Magic of Belle Isle
- Luigi Ferraro in Men at Work
- Paolo Marchese in American Crime Story
- Gianni Giuliano in La fantastica signora Maisel
- Stefano Benassi in Billions
- Ennio Coltorti in Nuovo Santa Clause cercasi